# L'Entraîneuse fatale
Pour plus de détails, voir Fiche technique et Distribution.
L'Entraîneuse fatale (Manpower) est un film américain réalisé par Raoul Walsh, sorti en 1941.

## Synopsis
Johnny Marshall et Hank McHenry sont deux amis réparateurs de lignes électriques à haute tension qui jouent chaque jour avec le feu face aux dangers de leur métier. Leur amitié est bientôt mise à l’épreuve par Fay, une chanteuse et entraîneuse de cabaret récemment sortie de prison.
Hank finit par épouser Fay, dont Johnny se méfie. Fay semble se convertir en épouse modèle, mais elle finit par avouer à Johnny qu'elle est tombée amoureuse de lui.
Un jour où l'équipe est en mission, Fay décide de quitter aussi bien Hank que Johnny et de reprendre son ancienne vie. Arrêtée brièvement par la police, elle est ramenée par Johnny à son mari. Celui-ci croyant que Johnny a essayé de la séduire, il tente de tuer celui-ci au sommet d'un pilône, mais fait une chute mortelle. Avant de mourir, il comprend son erreur et demande à Johnny de s'occuper de Fay.

## Fiche technique
- Titre original : Manpower
- Titre français : L'Entraîneuse fatale
- Réalisation : Raoul Walsh
- Scénario : Richard Macaulay et Jerry Wald
- Direction artistique : Max Parker
- Costumes : Milo Anderson
- Photographie : Ernest Haller
- Son : Dolph Thomas
- Montage : Ralph Dawson
- Musique : Adolph Deutsch et Heinz Roemheld (non crédité)
- Production associée : Mark Hellinger, Jack Saper
- Production exécutive : Hal B. Wallis
- Société de production : Warner Bros. Pictures
- Société de distribution : Warner Bros. Pictures
- Pays de production :  États-Unis
- Langue originale : anglais
- Tournage du 24 mars 1941 au 12 mai 1941
- Format : Noir et blanc — 35 mm — 1,37:1 — Son : Mono (RCA Sound System)
- Genre : Film dramatique
- Durée : 103 minutes
- Dates de sortie :
  - États-Unis : 9 août 1941 et ressortie le 15 juillet 1944
  - France : 6 août 1947 et ressortie le 11 juillet 2012
- Affiches : Jacques Bonneaud, Pierre Pigeot (France)

## Distribution
- Edward G. Robinson : Hank 'Gimpy' McHenry
- Marlene Dietrich : Fay Duval
- George Raft : Johnny Marshall
- Alan Hale : Jumbo Wells
- Frank McHugh : Omaha
- Eve Arden : Dolly
- Barton MacLane : Smiley Quinn
- Ward Bond : Eddie Adams
- Walter Catlett : Sidney Whipple
- Joyce Compton : Scarlett
- Lucia Carroll : Flo
- Egon Brecher : Antoine 'Pop' Duval
- Joseph Crehan : Sweeney

Acteurs non crédités :
- Glen Cavender : l'ivrogne viré du Midnight Club
- Faye Emerson : une infirmière
- Harry Holman : le juge de paix
- Dorothy Vaughan : Mme Boyle